# Deroplia costigera
Deroplia costigera är en skalbaggsart som först beskrevs av Demelt 1982.  Deroplia costigera ingår i släktet Deroplia och familjen långhorningar. Inga underarter finns listade i Catalogue of Life.